# 쾌락주의

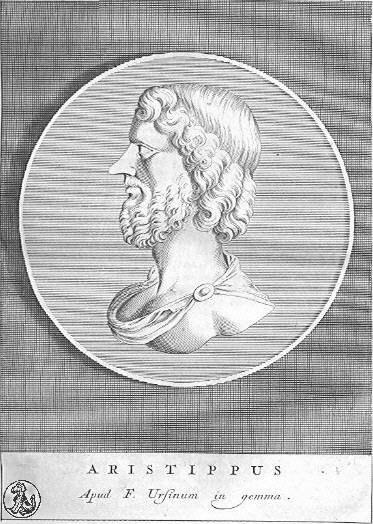

쾌락주의(영어: hedonism, 快樂主義)는 쾌락이 인생의 목적이며 최고의 선이라 하여, 쾌락을 추구하고 고통을 피하는 것을 도덕원리(道德原理)로 삼는 윤리설이다.
쾌락을 육체적인 것으로 보는가, 정신적인 것으로 보는가, 또는 자기만의 쾌락으로 하는가, 많은 사람의 쾌락으로 하는가 등에 따라서 여러 가지 논의가 있다. 그러나 일반적으로 쾌락주의라고 할 경우, 상식으로서는 감각적·육체적인 쾌락만을 목표로 하는 견해를 말하는 듯하다.
철학자 에피쿠로스의 이름에 유래하여 쾌락주의를 에피큐리어니즘, 그리고 쾌락주의자를 에피큐리언이라고도 한다.

## 심리학적 쾌락주의
심리학적 쾌락주의(Psychological hedonism), 혹은 동기적 쾌락주의(motivational hedonism)는 무엇이 우리에게 동기를 부여하는지에 관한 실험적 이론이다. 이에 의하면 인간의 모든 행동은 쾌락(pleasure)을 증대하고 고통(pain)을 피하는 것을 목표로 한다. 이는 항상 에고이즘(egoism)과 함께 이해된다. 즉 사람은 오로지 자기의 행복을 추구한다는 것이다. 우리의 행동은 쾌락을 야기하는 것에 대한 신념에 의존한다. 잘못된 신념은 우리를 오도하고 우리 행동은 쾌락을 일으키지 못하지만, 심리학적 쾌락주의에 의하면 실패한 행동조차 쾌락을 고려한 것이 동기를 부여한 것이라고 본다. 쾌락주의의 모순(paradox of hedonism)은 쾌락 추구 행동은 따르는 다른 동기로주터 초래하는 것보다 실질적인 쾌락을 불러오는 것이 더 적다는 점에서 자멸적이라는 가설에 근거한다.
심리학적 쾌락주의는 인간 행동의 총체를 설명하는 직접적인 이론을 제공한다. 쾌락 추구 행동은 흔한 현상이며 때때로 인간 행동을 지배하기에, 심리학적 쾌락주의는 직관적 개연성(intuitive plausibility)을 갖는다. 그러나 모든 행동을 심리학적 쾌락주의로 해석하는 일반화는 상당한 논쟁을 불러온다. 비판으로는 쾌락에 관한 개연적인 설명이 없는 행동을 반례로 제시한다. 예를 들어, 쾌락 이외의 다른 것들에 대한 이기적 동기(egoistic motive) (건강, 자기계발, 사후 명성)와 이타적 동기(altruistic motive)(자식들의 행복 기원, 큰 명분을 위한 인생의 희생)의 경우도 있다. 심리학적 쾌락주의는 이러한 행동들을 쾌락 추구 행동으로 재해석한다. 예를 들어 자식이 행복한 것을 보거나 죽음이 의미있을 것을 안다는 것이 목전의 쾌락을 희생하는 사람들에게는 쾌락을 가져다 준다는 것을 상정한다.
또한 비판으로는 자기반성(introspection)을 통하여, 쾌락 추구는 일부 다른 사람들의 동기력(motivating force)의 한 유형일 뿐, 쾌락/고통이라는 차원에서 모든 경우를 재해석하는 것은 이와 모순된다는 결론을 내릴 수 있다고도 한다. 또한 비판으로는 심리학적 쾌락주의의 기본적 주장인 무엇이 사람에게 동기를 부여하는가는 철학이 아닌 심리학 영역이란 것이며, 따라서 이를 입증하거나 반대할 실험적 증거를 필요로 한다는 것이다.

## 같이 보기
- 낮은 욕구좌절 내성
- 애착
- 에우다이모니아
- 방종파

## 참고 문헌
- 이 문서에는 다음커뮤니케이션(현 카카오)에서 GFDL 또는 CC-SA 라이선스로 배포한 글로벌 세계대백과사전의 내용을 기초로 작성된 글이 포함되어 있습니다.